# Fontenotte
Fontenotte é uma comuna francesa na região administrativa de Borgonha-Franco-Condado, no departamento de Doubs. Estende-se por uma área de 5,65 km². Em 2010 a comuna tinha 63 habitantes (densidade: 11,2 hab./km²).